# Zebra Technologies
Zebra Technologies – producent specjalistycznych urządzeń drukujących kody paskowe, etykiety i paragony, a także urządzeń do wykonywania nadruków na kartach plastikowych. Jako pierwsza na świecie wprowadziła urządzenia do drukowania i programowania znaczników radiowych RFID. Zebra jest także producentem drukującego sprzętu mobilnego, specjalistycznego oprogramowania oraz materiałów eksploatacyjnych. Firma ma na świecie 29 biura, a jej produkty są dostępne w ponad 100 krajach na wszystkich kontynentach za pośrednictwem sieci partnerów handlowych.
Firma powstała w 1969 r. Od 1991 roku jest notowana na nowojorskiej giełdzie NASDAQ. Przychody firmy w 2007 roku zamknęły się kwotą ponad 868 mln USD (w 2006 r. – 759 mln USD). Obecnie Zebra zatrudnia na całym świecie ok. 2800 osób. Sprzedała dotychczas ponad 5,5 mln drukarek. Do jej klientów należy 90 procent firm z listy „Fortune 500”, a także ponad 2 tys. światowych korporacji.
Europejska centrala Zebry mieści się w Bourne End, Buckinghamshire pod Londynem w Wielkiej Brytanii. Stąd zarządza się działalnością firmy w regionie EMEA (Europa, Bliski Wschód i Afryka) – drugim po Ameryce Północnej rynku zbytu, generującym ponad 35 procent przychodów firmy. W lipcu 2005 r. otwarto biuro handlowe firmy w Polsce, kierujące działalnością w państwach Europy Środkowej, Południowej i Wschodniej oraz Rosji, wraz ze Wspólnotą Niepodległych Państw oraz Turcją i Izraelem.

## Historia
W 1969 r. w Vernon Hills w stanie Illinois Edward L. Kaplan i Gerhard Cless założyli firmę Data Specialties Inc. produkującą elektromechaniczny sprzęt działający na wysokiej prędkości. W 1982 r. firma zmieniła specjalizację na systemy drukowania i metkowania na życzenie – wprowadzając na rynek swoją pierwszą drukarkę kodów kreskowych pod nazwą The Zebra. Cztery lata później Data Specialties zmieniła nazwę na Zebra Technologies Corporation. W 1991 roku Zebra stała się spółką publiczną. W 1995 r. przejęła producenta oprogramowania Vertical Technologies Inc. W 1998 r. nastąpiła fuzja z producentem drukarek kodów kreskowych Eltron International Inc., natomiast w 2000 r. Zebra przejęła producenta drukarek mobilnych Comtec Information Systems.
Do dziś drukarki specjalistyczne Zebry są produkowane wyłącznie w zakładach Vernon Hills oraz w Camarillo w stanie Kalifornia, a dystrybuują je centra w Wisconsin, Rhode Island, Kalifornii i Preston w Anglii. Wszystkie zakłady firmy mają międzynarodowy certyfikat jakości ISO 9000.

## Lokalizacje
Międzynarodowa sieć dystrybucji i sprzedaży obejmuje ponad 90 krajów. W Wielkiej Brytanii swoją siedzibę ma oddział Zebra Technologies Europe Ltd, nadzorujący m.in. sprzedaż i wsparcie specjalistycznych etykiet oraz innych produktów poprzez biura we Francji, Niemczech, Włoszech, Danii, Szwecji, Hiszpanii, Republice Południowej Afryki oraz w Zjednoczonych Emiratach Arabskich. Z kolei mający siedzibę w Miami w stanie Floryda oddział Zebra Technologies Latin America, LLC obsługuje operacje spółki na rynkach Ameryki Łacińskiej – z dodatkowymi biurami w Meksyku, Brazylii i Argentynie. Działaniami firmy i wsparciem na rynkach: chińskim, japońskim, południowokoreańskim oraz australijskim zajmuje się oddział Zebra Technologies Asia Pacific, LLC z siedzibą w Singapurze.

## Pozycja na rynku
Zebra jest uznawana za jedną z najszybciej rozwijających się firm przez analityków oraz redakcje branżowych magazynów. Regularnie znajduje się na sporządzanej przez firmę audytorską Deloitte & Touche liście „Fast 50” – rankingu najszybciej rozwijających się firm w Stanach Zjednoczonych i Kanadzie – oraz na liście „200 najlepszych amerykańskich małych firm” magazynu „Forbes”.